# Србија и Уједињене нације
Србија је приступила Уједињеним нацијама 1. новембра 2000. године као Савезна Република Југославија. Најпре је претходна југословенска држава била једна од првобитних 51 државе чланице Уједињених нација.

## Историја
Савезну Републику Југославију су 28. априла 1992. године основале преостале југословенске републике Црна Гора и Србија, која је себе прогласила правним наследником бивше Социјалистичке Федеративне Републике Југославије; међутим, 30. маја 1992. усвојена је Резолуција 757 Савета безбедности Уједињених нација, којом су уведене међународне санкције Савезној Републици Југославији због њене улоге у југословенским ратовима, и напоменуто да је „тврдња Савезне Републике Југославије (Србија и Црна Гора) да аутоматски настави чланство бивше Социјалистичке Федеративне Републике Југославије у Уједињеним нацијама није опште прихваћено“, а дана 22. септембра 1992. године. Резолуцијом Генералне скупштине Уједињених нација речено је да „СРЈ (Србија и Црна Гора) не може аутоматски да настави чланство бивше Социјалистичке Федеративне Републике Југославије у Уједињеним нацијама“, те је стога одлучено да „Савезна Република Југославија (Србија и Црна Гора) треба да се пријави за чланство у Уједињеним нацијама и да неће учествовати у раду Генералне скупштине“. Савезна Република Југославија је годинама одбијала да се повинује резолуцији, али је након свргавања председника Слободана Милошевића са функције поднела захтев за чланство и примљена је у УН 1. новембра 2000. године. Дана 4. фебруара 2003. године, Савезна Република Југославија је промењена у Србија и Црна Гора, након усвајања и проглашења Уставне повеље СЦГ од стране Скупштине Савезне Републике Југославије.
На основу референдума одржаног 21. маја 2006. године, Црна Гора је 3. јуна 2006. прогласила независност од Србије и Црне Горе. У писму од истог дана, председник Србије обавестио је генералног секретара Уједињених нација да Србија наставља чланство Србије и Црне Горе у УН, након проглашења независности Црне Горе, у складу са Уставном повељом Србије. и Црне Горе. Црна Гора је примљена у УН 28. јуна 2006. године 
Од 1999. године, Косовом и Метохијом су управљале УН након завршетка рата на КиМ. међутим, 17. фебруара 2008. Ким је самопрогласило независност од Србије као Република Косово. Док су Сједињене Државе, Уједињено Краљевство и Француска признале овај чин, Србија и део међународне заједнице, пре свега Русија, Кина, Алжир, Куба, Египат, Босна и Херцеговина, Шпанија, Индија, Бразил, Јужна Африка, Нигерија, Индонезија, Иран, Јамајка, Грчка и Мексико — нису признале проглашење независности Косова.